# Impact of a Legend
Impact of a Legend es el tercer y último EP del rapero estadounidense Eazy-E, lanzado el 26 de marzo de 2002, el mismo día del séptimo aniversario de su muerte a causa del sida. El álbum fue promovido por Ice Cube, exmiembro de la banda N.W.A, con quien Eazy había hecho las paces antes de su muerte en 1995. Este EP está compuesto por material inédito y remezclado que pertenecía al álbum Str8 off tha Streetz of Muthaphukkin Compton. El álbum también contiene un videojuego para la plataforma Windows, llamado "Hittin Switchez". El juego únicamente está disponible junto con el CD original.

## Lista de canciones
| N.º | Título                                                      | Duración |  |
| 1.  | «Intro» (feat. Rhythm D & Steffon)                          | 1:06     |  |
| 2.  | «Eazy 1, 2, 3» (feat. Phalos Mode & Loesta)                 | 4:01     |  |
| 3.  | «Cock the 9» (feat. Phalos Mode, Loco S.A.B. & The Genie)   | 4:02     |  |
| 4.  | «Switchez» (feat. Roc Slanga)                               | 4:29     |  |
| 5.  | «The Rev» (Skit)                                            | 1:13     |  |
| 6.  | «No More Tears» (feat. Sacraphyce, Phalos Mode & The Genie) | 4:42     |  |
| 7.  | «Ruthless Life» (feat. Loesta & Cashish)                    | 4:51     |  |
| 8.  | «Still Fuckem» (feat. The Genie, Paperboy & Phalos Mode)    | 4:25     |  |

## Samples
Eazy 1, 2, 3
- "G'd Up", de Tha Eastsidaz.

Switchez
- "More Bounce to the Ounce", de Zapp & Roger.
- "Tom's Diner", de Suzanne Vega.
- "Make the Music With Your Mouth Biz", de Biz Markie.

Ruthless Life
- "Jamaica Funk", de Tom Browne.
- "Nutz On Ya Chin", de Eazy-E.